# Милославський Юрій Георгійович
Юрій Георгійович Милославський (30 вересня 1948, Харків) — російський прозаїк, поет, історик літератури, журналіст.

## Життєпис
Народився у 1948 році у Харкові. Закінчив Харківський університет. Відвідував літературну студію Б. Чичибабіна.
У еміграції — з 1973 року. Був кореспондентом «Радіо Свобода» на Близькому Сході.
Писати прозу почав наприкінці 1970-х рр. У 1980-і рр. став постійним автором журналу «Континент», що виходив в Парижі. Член American PEN Center. Автор роману «Укрепленные города» (в Росії — опубліковано в журналі «Дружба народов», кн. 2, 1992), повісті «Лифт» (1993), кількох циклів оповідань, що стали відомі спершу в еміграції (збірник «От шума всадников и стрелков», Ardis, 1984), а з початку 1990-х років — в Росії (збірка «Скажите, девушки, подружке вашей», ТЕРРА, 1993).
У 1994 році в Університеті Мічигану (Енн-Арбор, США) захистив докторську дисертацію «Лексико-стилістичні та культурні характеристики приватного листування О. С. Пушкіна».
Книги оповідань Милославського були також опубліковані у французькому (1990) та англійському (1994, 1997, з передмовою Й. О. Бродського) перекладах.
У другій половині 1990-х років Милославський працював в телевізійній компанії EABC (Ethnic American Broadcasting Company), був продюсером і ведучим православної російської телевізійної програми для США і Канади, що виходила в ефір протягом п'яти років.
Опублікував книги-дослідження про чудотворний мироточивий образ Божої Матері Іверської-Монреальської («Знамение последних времен», 2000) та про православну гілку лицарського ордена іоаннитів-госпітальєрів («Странноприимцы», 2001). У США Милославський взяв участь в проекті видавництва The Little Bookroom зі створення серії путівників City Secrets — великі міста очима їх мешканців: письменників, художників, архітекторів, кінематографістів, істориків і ласунів. Два коротких нариси Милославського увійшли в путівник по Нью-Йорку (2001).
У 2007 році Милославський опублікував спогади про Й. О. Бродського, що викликали запеклу полеміку. Продовження цих спогадів («Поцелуй смерти») з'явилося в 2010 році в російському інтернет-виданні «Частный корреспондент»
Лауреат Горківської літературної премії за 2016 рік у номінації «Русский мир» за книгу документалістики «Что мы с ней сделали».
Живе у Нью-Йорку.

## Обрана бібліографія
- От шума всадников и стрелков. — Ann Arbor: Ардис, 1984. — 126 с. Рассказы 1978—1982 годов.
- Скажите, девушки, подружке вашей. — М.: Терра, 1993. — 206 с. Проза.
- Знамение последних времен: Чудотворный мироточивый Образ Божией Матери Иверской-Монреальской и приснопамятный хранитель Его брат Иосиф (Хосе) Муньоз-Кортес. СПб.: Царское дело, 2000. — 246 с.
- Странноприимцы: Православная ветвь Державного Ордена рыцарей-госпитальеров Св. Иоанна Иерусалимского. СПб.: Царское Дело, 2001. — 239 с.
- Возлюбленная тень: Роман, повесть, рассказы. — М.: АСТ, Астрель, 2011. — 474 с. — ISBN 978-5-17-072646-2.
- Приглашенная: Роман. — М.: АСТ (Редакция Елены Шубиной) — 2014. 474 с. — ISBN 978-5-17-085025-9.
- Что мы с ней сделали. Документалистика. М.: Bookscriptor, 2016. — 298 c.